# Stryker (veículo)
O Stryker é um veículo de combate canadense desenvolvido pela General Dynamics e utilizado pelas forças armadas dos Estados Unidos. Ele foi construído baseado no modelo suíço Piranha III 8×8. Extremamente móvel, versátil e adaptável ao campo de batalha, o Stryker possui uma espessa blindagem (não ao custo de sua performance) e pode ser armado com uma metralhadora M240 ou até um canhão de 105 mm. Ele viu ação na Guerra do Afeganistão e na Guerra do Iraque.
O nome do veículo é uma homenagem póstuma a dois militares recebedoroes da Medalha de Honra: o soldado Stuart S. Stryker, que morreu na Segunda Guerra Mundial, e o especialista Robert F. Stryker, que morreu durante a Guerra do Vietnã.

## Fotos

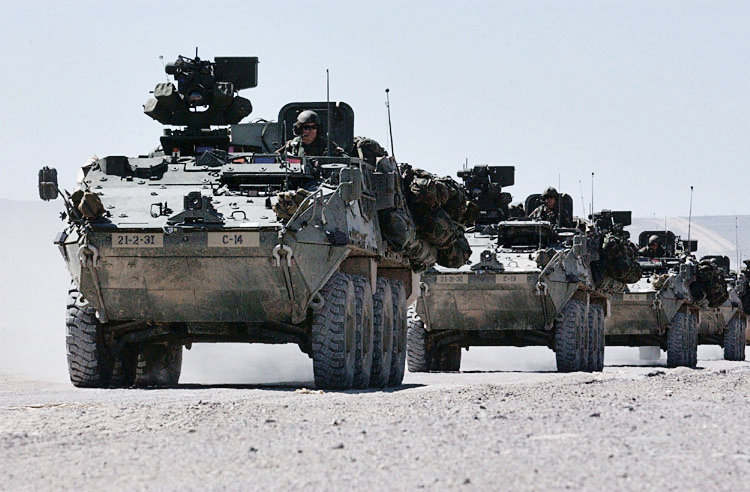
Um comboio de Strykers da 2ª Divisão Blindada do exército dos Estados Unidos.
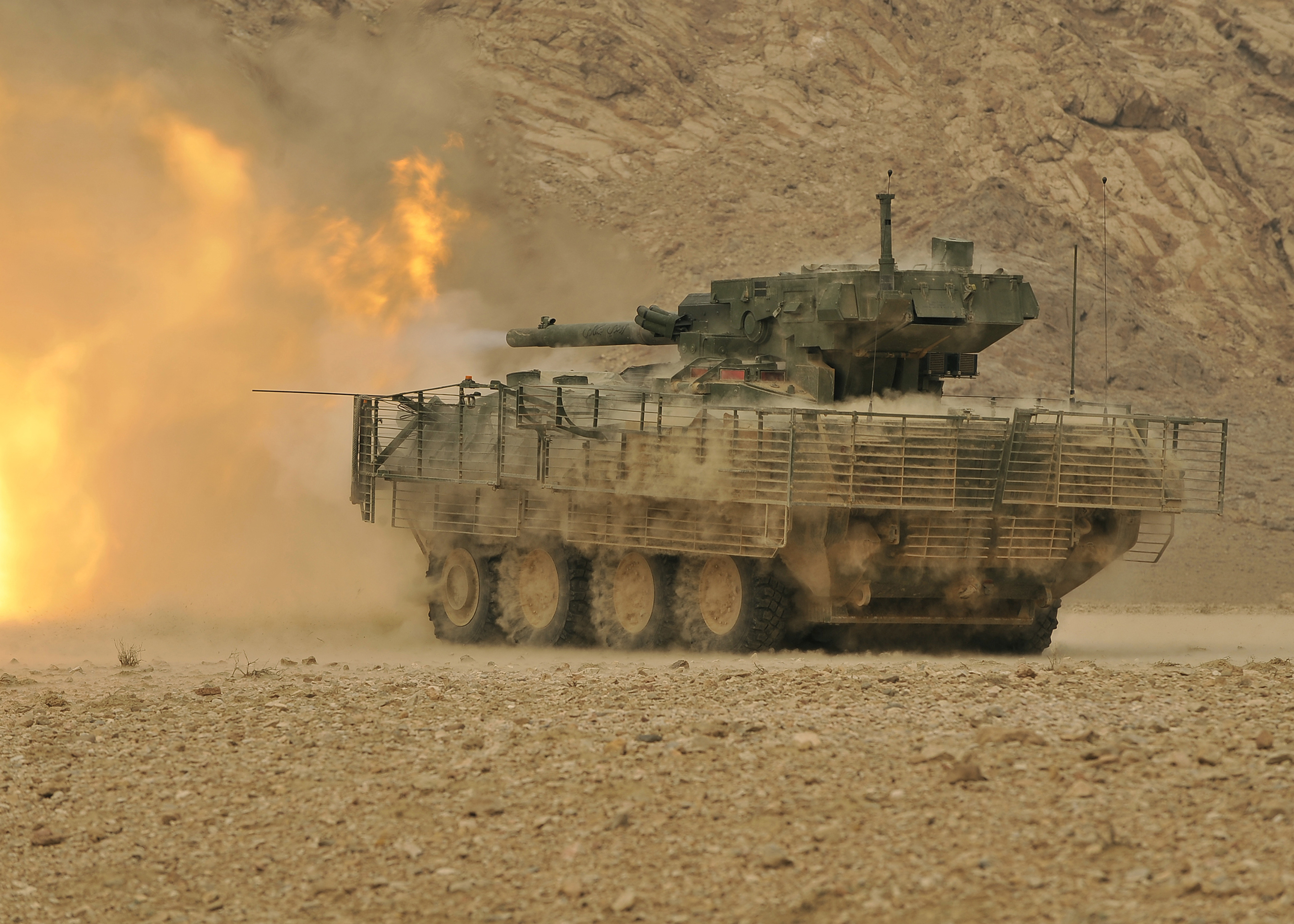
Um M1128 disparando seu canhão M68A2 de 105 mm.
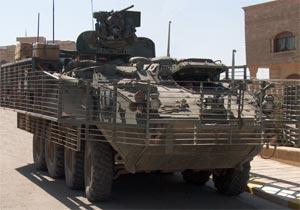
Um Stryker IFV americano.
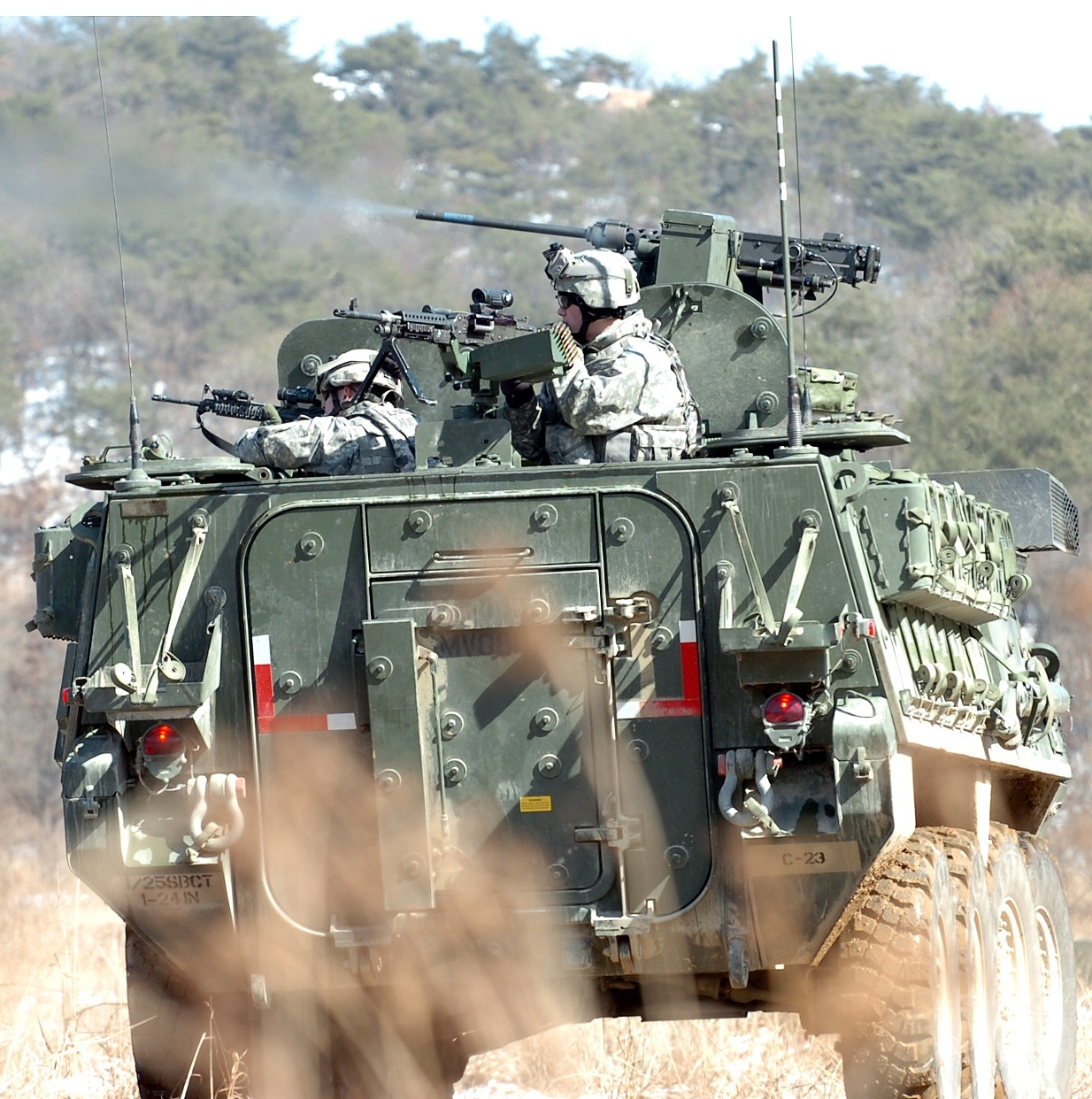
Vista traseira do Stryker.